# Colobothea caramaschii
Colobothea caramaschii là một loài bọ cánh cứng trong họ Cerambycidae.